# Baba O’Riley
«Baba O’Riley» (с англ. — «Баба О’Райли») — песня британской рок-группы The Who, первый трек их студийного альбома 1971 года Who’s Next. В некоторых странах Европы песня была в октябре 1971 года издана отдельным синглом (с «My Wife» на оборотной стороне.)
Большую часть песни поёт Роджер Долтри. Пит Таунcенд поёт 8 тактов посредине — «Don’t cry / don’t raise your eye / it’s only teenage wasteland».
Название песни — комбинация имён двух людей, оказавших на Таунcенда влияние в философском и музыкальном плане — Мехера Бабы и Терри Райли.

## История создания
Изначально Таунcенд написал песню «Baba O’Riley» для рок-оперы Lifehouse, которая должна была по его задумке стать следующей рок-оперой группы Who вслед за «Томми», увидевшей свет в 1969 году. В рок-опере Lifehouse песню исполнял бы шотландский фермер по имени Рей в самом начале, когда собирает жену и двух детей к исходу в Лондон. Когда проект был отменён, восемь песен из него были использованы на альбоме группы Who 1971 года Who’s Next, причём «Baba O’Riley» стала его открывающим (первым) треком.
В одном из интервью Таунcенд сказал, что «„Баба О’Райли“ об абсолютном запустении подростков в Вудстоке, где зрители были под кислотой и 20 человек получили повреждения головного мозга. Ирония была в том, что слушатели приняли песню за подростковый ликующий гимн: „Подростковая пустыня, да! Мы все под кайфом“» (англ. 'Baba O'Riley' is about the absolute desolation of teenagers at Woodstock, where audience members were strung out on acid and 20 people had brain damage. The irony was that some listeners took the song to be a teenage celebration: 'Teenage Wasteland, yes! We're all wasted!').

## Премии и признание
В 2004 году журнал Rolling Stone поместил песню «Baba O’Riley» в исполнении группы The Who на 340 место своего списка «500 величайших песен всех времён». 
В списке 2011 года песня находится на 349 месте.
Кроме того, песня «Baba O’Riley» в исполнении группы The Who вместе с ещё тремя их песнями — «Go to the Mirror!», «I Can See for Miles» и «My Generation» — входит в составленный Залом славы рок-н-ролла список 500 Songs That Shaped Rock and Roll.

## Чарты
| Чарт (1972) | Наив. поз. |
| ----------- | ---------- |
| Нидерланды  | 11         |